# Hot Gimmick
Hot Gimmick (ホットギミック?, Hotto Gimikku) è un manga shōjo di Miki Aihara serializzato in Giappone dalla Shogakukan sulla rivista Betsucomi e raccolto in 12 volumi tankōbon. In Italia è stato acquistato e pubblicato dalla Panini Comics dal luglio 2005 al gennaio 2007.
In Giappone sono stati anche pubblicati tre drama-CD ed una light novel intitolata Hot Gimmick S. Il manga è stato adattato in un film nel 2019.

## Trama
Hatsumi Narita è una studentessa sedicenne che vive assieme alla famiglia nel condominio Hitotsubashi, gestito dall'azienda dove lavora il padre. All'interno del condominio si sviluppano intrecci e relazioni che coinvolgono Hatsumi e la sua famiglia, in particolare con la famiglia Tachibana (la famiglia del direttore dell'azienda), che regna dispoticamente nel condominio, e la famiglia Odagiri, che cela un oscuro segreto.
Ryoki Tachibana ricatta e costringe Hatsumi allo schiavismo, ma poi, pur con un animo freddo e calcolatore, lascia trapelare il suo amore per la ragazza e l'infinita gelosia per il fratello di lei. I due si fidanzano, nonostante tutto, Hatsumi rinunciando all'amore del fratello nei suoi confronti e Ryoki affrontando finalmente la sua inconsistente famiglia.

## Personaggi
- Hatsumi Narita studentessa sedicenne, è la seconda figlia della famiglia Narita. Talvolta un po' stupida, non ha ancora dato neanche il suo primo bacio, ma si ritrova costretta a fare da schiava a Ryoki, suo nemico da sempre, ma le cose cambiano.
- Ryoki Tachibana eccellente studente, figlio del direttore dell'azienda, è un ragazzo dispotico, arrogante, che da sempre sembra provare qualcosa per Hatsumi. La costringerà a fargli da schiava per perfezionare le proprie tecniche amatorie.
- Azusa Odagiri primo amore ed amico d'infanzia di Hatsumi, è un ragazzo dolce e premuroso. Ritorna al condominio dopo molti anni e decide di mettersi insieme ad Hatsumi, che non lo ha mai dimenticato. Ma il tempo passa e la gente cambia...

## Media

### Manga
Originariamente pubblicato sulla rivista Betsucomi, il manga è stato raccolto in dodici volumi tankōbon da Shogakukan. Il manga è anche stato portato in Taiwan da Tong Li, in America da Viz Media, in Corea del Sud da RIDI, dopo essere stato pubblicato digitalmente sul sito Kakao, e in Francia, Germania e Italia da Panini Comics, rispettivamente nelle etichette Génération Comics, Planet Manga e Planet Manga. 

#### Volumi
| Nº | Data di prima pubblicazione | Data di prima pubblicazione |
| Nº | Giapponese                  | Italiano                    |
| -- | --------------------------- | --------------------------- |
| 1  | 26 maggio 2001              | 12 maggio 2005              |
| 2  | 20 dicembre 2001            | 10 giugno 2005              |
| 3  | 25 maggio 2002              | 13 luglio 2005              |
| 4  | 23 agosto 2002              | 5 agosto 2005               |
| 5  | 19 dicembre 2002            | 12 settembre 2005           |
| 6  | 24 aprile 2003              | 11 ottobre 2005             |
| 7  | 26 settembre 2003           | 8 marzo 2006                |
| 8  | 26 aprile 2004              | 19 giugno 2006              |
| 9  | 24 settembre 2004           | 30 giugno 2006              |
| 10 | 25 febbraio 2006            | 1 agosto 2006               |
| 11 | 26 luglio 2005              | 12 settembre 2006           |
| 12 | 26 ottobre 2005             | 9 ottobre 2006              |

Il manga è poi stato rieditato in un'edizione omnibus di quattro volumi, pubblicata sempre da Shogakukan e portata in America da VIZ Media.
Un capitolo extra è stato pubblicato sulla rivista Betsucomi il 19 giugno 2019, per celebrare l'uscita del film.

### Light Novel
Poco dopo la fine del manga originale, il 1 novembre 2005, è stato pubblicato un finale alternativo in forma di light novel,Hot Gimmick S (ホットギミック S?, Hotto Gimikku S). La light novel è stata portata da Viz Media il 20 febbraio 2007, mentre è inedita in Italia.

### Drama CD
Sono stati pubblicati diversi Drama-CD incentrati sulla serie: i primi due sono stati pubblicati nel 2004, mentre un terzo è stato pubblicato nel 2020.

### Film
Un adattamento live-action del manga, chiamato Hot Gimmick: Girl Meets Boy, è andato al cinema in Giappone il 28 giugno 2019. La sigla iniziale è stata cantata da Kafu. In Italia, è stato distribuito da Netflix in versione sottotitolata.

## Accoglienza
Nel 2018, il manga ha raggiunto i 4.5 milioni di copie vendute.
Su Rotten Tomatoes, il film ha ricevuto principalmente critiche negative.